# Épaulement glaciaire

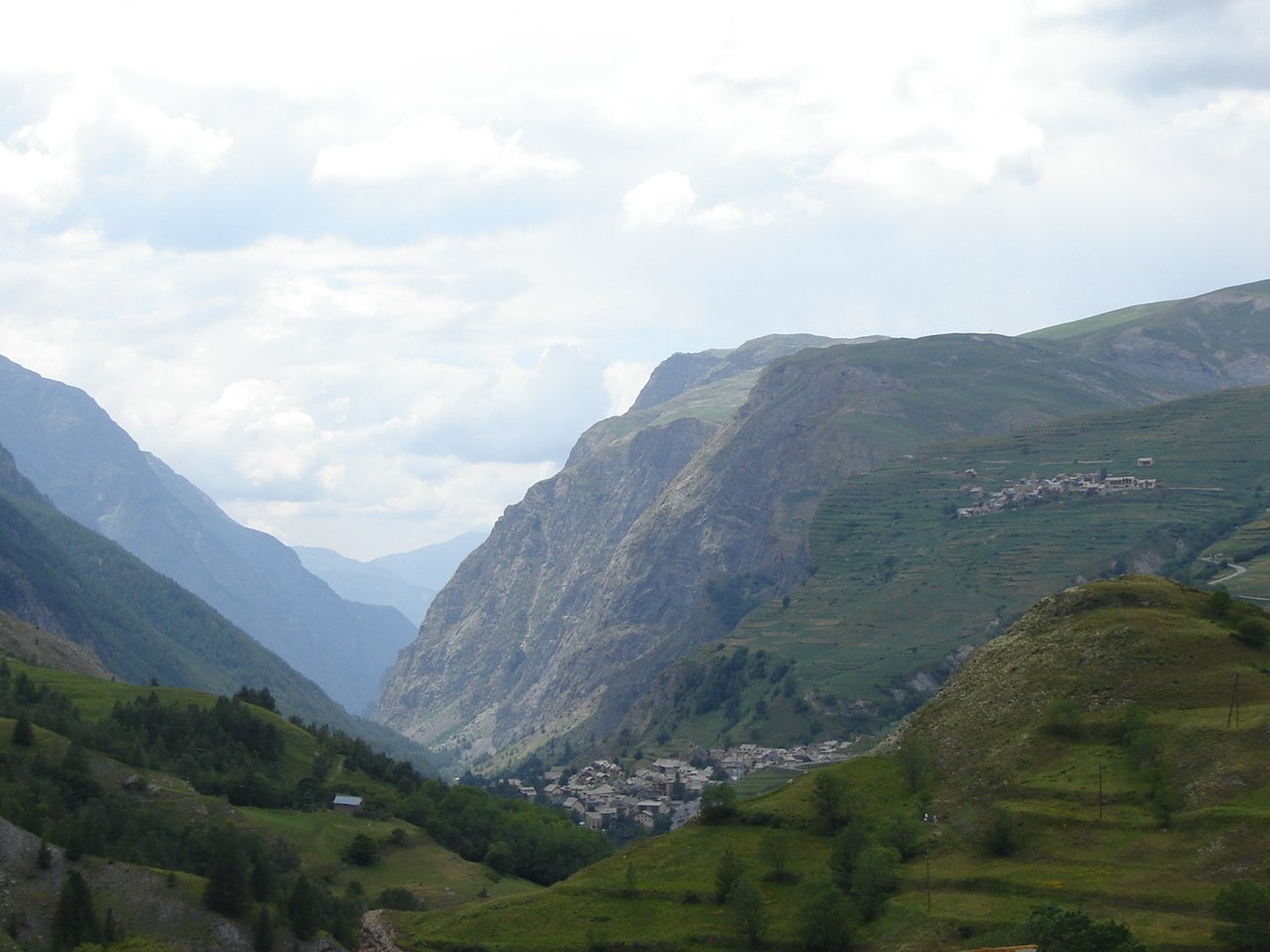
Vue depuis l'est de la Grave à l'extrémité de la combe de Malaval dominée à droite par l'épaulement glaciaire du plateau d'Emparis, dans les Hautes-Alpes, en France.

Un épaulement glaciaire est un replat perpendiculaire à une vallée glaciaire qui a été modelé par le passage d'un glacier. En général, deux épaulements se font face. On peut dire qu'ils constituent l'équivalent vertical d'un seuil glaciaire.
Les épaulements glaciaires font partie des sites témoins permettant de déduire l'altitude du glacier au pléniglaciaire.
Classiquement, on définit les épaulements comme des replats latéraux continus et symétriques situés sur les flancs d’une vallée glaciaire.

## Formation

### Hypothèses classiques
Selon E. de Martonne (1951), les épaulements correspondent à des phases successives où alternent érosion fluviatile et érosion glaciaire, chaque replat correspondant à une glaciation antérieure plus vaste ; il évoque alors des « auges emboîtées ». Cependant, on remarquera que la plupart des replats situées dans les vallées de moyenne altitude sont discontinus, asymétriques ou d’origine structurale. Pour F. Taillefer (1966), les épaulements sont une conséquence directe de la dynamique glaciaire : au sein des glaciers alpins, seules les couches de glace inférieures soumises à de fortes pressions ont une grande capacité d’érosion. A contrario, les couches superficielles s’écoulent de manière passive, sans provoquer d’érosion. Les épaulements correspondraient alors à la partie de la vallée affectée par ce type de glace.

### Lien avec le travail des glaciers latéraux
Les travaux de P. Veyret (1968) dans la vallée de Chamonix, confirmés par les observations de G. Monjuvent (1978) dans les bassins du Drac et de la Romanche, ont montré que les véritables épaulements des hautes vallées apparaissent comme le résultat de la dynamique glaciaire à partir des glaciers de cirque latéraux, à faible distance des vallées suspendues :
- lorsque les épaulements sont jointifs, on remarque que les cirques affluents sont très rapprochés ;
- lorsque les épaulements sont situés à une altitude équivalente, on remarque que les cirques ont des dimensions comparables.

« Les épaulements ne font point partie de la vallée glaciaire ; ils font au contraire partie du versant dont ils représentent un façonnement particulier » (Veyret, 1969). Les deux phénomènes décrits apparaissent clairement dans la vallée de Chamonix, entre la Mer de Glace et le glacier des Bossons ou du vallon des Étançons (haut Vénéon, Oisans).

### Lien avec le recul différencié des parois
Cependant, certains épaulements apparaissent dus à la présence de roches plus gélives au niveau où s’est inscrit l’épaulement. Celui-ci est donc davantage lié au recul des parois par la gélifraction et au maintien d’une forte pente au-dessus et au-dessous du replat (Vivian, 1975). 
Dans le cas du flanc oriental de la Grande Casse et de la Grande Motte (Vanoise) : le soubassement de cet épaulement est taillé par des marbres phylliteux du Trias Moyen, tandis que le recul des parois a affecté les calcaires gélifs de la nappe de la Grande Motte. Dans le cas du vallon de la Leisse (Vanoise), l’épaulement est bâti dans les gypses et les cargneules, dominés par les schistes lustrés.

### Lien avec les eaux glaciaires
Les épaulements peuvent être également considérés comme imputables à l'action, non pas de la glace elle-même ni des éléments rocheux qu'elle transporte, mais à l'érosion par les eaux glaciaires qui coulent contre les rives, à une profondeur de l'ordre d'une centaine de mètres, le glacier étant en effet imperméable en dessous de cette profondeur. Le débit de ces eaux glaciaires diminue avec l'altitude, d'où le fait déjà signalé que les épaulements sont plus importants dans le bas des vallées que dans leurs parties supérieures.